# 임상법의학
임상법의학(臨床法醫學)은 의료사고가 일어난 경우에 질병 또는 손상과 사인과의 관계, 의료행위와 사인과의 관계를 분석하여 의료행위의 과실 유무를 규명하는 법의학이다. 의료법학이라고도 한다.